# Viatcheslav Sirotine
Viatcheslav Fiodorovitch Sirotine (en russe : Вячеслав Фёдорович Сиротин) est un aviateur soviétique, né le 22 septembre 1913 et décédé le 7 août 1948. Pilote de chasse et as de la Seconde Guerre mondiale, il fut distingué par le titre de Héros de l'Union soviétique.

## Carrière
Né le 22 septembre 1913 à Saint-Pétersbourg, Viatcheslav Sirotine rejoignit l'Armée rouge en 1934 et fut breveté pilote au collège militaire de l'Air de Tchougouïev en 1937.
Il prit part aux combats de la Seconde Guerre mondiale, dès le premier jour de l'invasion allemande de l'Union soviétique, le 22 juin 1941. En 1944, promu au grade de capitaine (kapitan), il volait sur Bell P-39 Airacobra, dont était doté le 17e régiment de chasse aérienne (17.IAP), combattant au sein du premier front de la Baltique. Lors de sa promotion au grade de commandant (major), en octobre 1944, il avait déjà obtenu 15 victoires homologuées au cours de 233 missions. 
À l'issue du conflit, il demeura dans l'armée et reçut le commandement d'un régiment aérien. Il se tua accidentellement, lors d'un vol, le 7 août 1948.

## Palmarès et décorations

### Tableau de chasse
Viatcheslav Sirotine est crédité de 26 victoires homologuées, obtenues au cours de plus de 233 missions.

### Décorations
- Héros de l'Union soviétique le 23 février 1945 (médaille no 4183) ;
- Deux fois décoré de l'ordre de Lénine ;
- Deux fois décoré de l'ordre du Drapeau rouge ;
- Ordre de la Guerre Patriotique de 1re classe ;
- Ordre de l'Étoile rouge.